# 双龙出手
是一部2013年美国喜剧动作片，冰岛导演巴塔萨·科马库执导，丹泽尔·华盛顿和马克·沃尔伯格主演。根据 Steven Grant 所著的同名漫画改编而成，美国于2013年8月2日上映。

## 剧情
一名美国缉毒局探员和一位海军卧底上士在一次任务中不期而遇，两人都发现自己陷入深不可测的圈套，无奈之下只能联手以共同找出幕后真相。
Bobby和Stig一黑一白兩人進路邊小餐廳用餐，Bobby先繞進對面銀行開啟保險箱服務。兩人一路絆嘴，看似一對活寶，Stig卻以打火機引發火災警報。在所有顧客都疏散出去後，又將打火機拋入無人照管的爐灶引發大火。兩人在爆炸中離去。
Bobby帶著Stig去一處農場去取他以假護照交易所得的毒品，接頭人卻已遭不測。幕後老闆想用等額的現金打發他遭拒。兩人離開後企圖跨過美墨邊境時被捕。
原來Bobby是緝毒署臥底。他暪下接頭人的死訊，打算搶奪毒梟的現金作為罪證。而一路追隨他的Stig並不知道他的真實身份與盤算，真的打算結夥行搶，所以有開頭那一幕。Bobby則請與他有肉體關係的上峰部署人馬作為外援。
兩人搶劫銀行順利，預計圍捕二人的緝毒署人馬並未部署，而得手的金額多於原定的十多倍。到達原定的中繼點後，Stig覺得現金多到可疑，打傷Bobby後發現其真實身份。將他留在沙漠中，帶著一車現金逃逸。
原來Stig卻是海軍的臥底，兩方人馬互不知情。錢的真正失主急著把錢找回來，留意到銀行旁最近失火的小餐廳，下令由此開始調查。
Stig的海軍單位認為Bobby可疑。Stig帶他們回當初拋下Bobby的地點，卻沒找到人。Stig的同袍竟欲對他下手，Stig與之周旋一番後落荒而逃。
Bobby攔路搶走一輛經過的沙漠越野車回到城市，逼一名獸醫替他治傷後回頭調查到底發生什麼事。他與上司私下談過後，潛入Stig的居處，不想Stig早埋伏在可俯瞰自己家的制高點。他以狙擊鏡觀察Bobby並打電話與他聯絡。兩人互相試探，恰逢Stig的「袍澤」來此追殺。對自己人的戰術瞭如指掌的Stig指引Bobby躲過圍捕並殺出重圍。
Bobby去找上局長打算弄清楚一切，不料神秘的失主先他一步率人入屋挾持局長逼供錢的下落。Bobby寡不敵眾，配槍被搶走對局長補槍。失主見錢不在Bobby身上，要求他把錢弄回來，否則會把他變成殺自家局長的惡警。Bobby再去找毒梟調查來龍去脈，卻被趕來的Stig把人搶走。兩人互不相讓，都想把毒梟帶走問話。對峙之勢被毒梟的保鏢開槍打破，兩人各自上車，飛車追逐入沙漠後轉為肉搏。筋疲力盡的兩人終於明白各自都有難題。互相交換各自所知，及真實身份。
兩人將毒梟帶回問話，得知他放在銀行保險箱的錢是給CIA的買路錢。被搶的鉅款則是各路販毒組織為同一目的上繳給CIA之用。此時屋主剛好回來，正是與Bobby有肉體關係的上峰。Stig的「袍澤」又掩襲而至，三人奪路而逃。毒梟也趁亂跑路。
三人正駕車商議，卻遭毒梟手下圍捕活逮。Bobby與Stig被帶回準備以酷刑弄死，只好說出錢的下落。恰好CIA造訪毒梟，要求把錢弄回來。毒梟於是釋放兩人，讓他們去找錢。
Stig至舊日夥伴處拿回自己私藏的武器，與Bobby一起殺回自己營區。Bobby在Stig掩護下潛向可能藏錢的地方，Stig直趨營區主官處。主官聽完陳述後，以各打五十大板的方式掩蓋其中的弊端，命令把人架出去。Bobby找到了藏錢的人與地方，並推斷出有意吞錢的人就是他上峰的新男友。而錢轉了幾手後，由她藏匿。
Bobby製造了一場爆炸，假扮高級軍官混出營區。他的上峰卻己被毒梟所殺。Bobby心灰意冷，Stig決心以牙還牙。Bobby終於找到藏錢的地方，Stig用計想讓毒梟與算計他的長官相殘，CIA卻半途殺出，Bobby卻載著一車錢出現。CIA允諾讓兩人留下錢後離開，Bobby卻將車連錢一起炸了，趁亂四方開火。於是各方勢力殺成一團。

## 演员
- 丹佐·華盛頓 - Robert "Bobby" Trench
- 馬克·華伯格 - Michael "Stig" Stigman
- 寶拉·巴頓 - Deb Rees
- 比爾·派斯頓 - Earl
- 佛瑞德·華德 - Admiral Tuwey
- 詹姆斯·馬斯登 - Harold "Harvey" Quince
- 爱德华·詹姆斯·奥莫斯 - Papi Greco
- 羅伯特·約翰·伯克 - Jessup
- Doris Morgado - Daisi
- Allie DeBerry - Margie

## 制作
在新奥尔良和新墨西哥州取景拍摄。

## 評價
爛番茄新鮮度57%，平均分6分；Metacritic上平均得分59，好評比負評要多一些。
代表性評價：“對一部動作電影而言，除了動作本身之外，最好的調味劑就是演員自身的魅力。而丹澤爾-華盛頓與馬克-沃爾伯格的聯手，正是將這點發揮到極致。對於這個到處都能碰見超級英雄啞彈的暑期而言，他們不啻於一個驚喜”，“導演在片中設置了大量的起承轉合，符合暑期檔對一部商業影片的所有娛樂要求”，“說句老實話，從影片本身的角度來看，《二槍斃命》實在是太過平庸。若不是兩位主演的完美發揮和魅力使然，可看性幾乎為零”， “雖然有很好的可切入點和發揮空間，但導演並沒有嘗試挖掘，導致從各個角度而言都只流於表面且乏善可陳”。

## 票房
美国首周末收获2736万美元名列第一位。次周末收入1112万排名第五。全球票房为1.31亿。
| 上一届： 《金鋼狼：武士之戰》 | 2013年美國週末票房冠軍 第31周 | 下一届： 《極樂世界》 |